# Bärighet
Bärighet är ett vägtekniskt begrepp som anger högsta last, enstaka eller ackumulerad, som kan accepteras med hänsyn till uppkomst av sprickor eller deformationer
En alternativ benämning på bärighet är bärförmåga.

## Bärighetsklass är ett strikt administrativt begrepp

Vägmärke för angivning av bärighetsklass

Det svenska vägnätet är juridiskt sett indelat i tre bärighetsklasser; BK1, BK2 samt BK3. På vägar i BK1 får fordon med max 64 ton bruttovikt köra . Även tyngre fordon kan få möjlighet att köra, efter godkänd ansökan om dispens. Till förutsättningarna hör då att vägsträckans broar klarar bruttovikten, samt att bruttovikten fördelas ut på fler axlar än normalt, så att axellasterna inte är högre.
Även på vägar i BK 1 kan det finnas vägsträckor med låg bärförmåga, i synnerhet på vägar med högre vägnummer. Bärighetsklassen är alltså inte styrd av vägens tekniska bärförmåga.
Vad gäller järnvägar anges ofta bärighet i ton/meter.

## Historik
En detaljerad kartläggning av milstolpar inom mätning av deflektion och beräkning av bärighet finns här.

## Mätning av bärförmåga
Vägars bärförmåga beräknas utifrån data från fallviktsmätning. Det är en ganska långsam och därmed relativt kostsam metod. 
Vägsträckor med bristande bärförmåga uppvisar per definition oacceptabelt snabb deformation. De kan därför identifieras utifrån studier av tidsserier med mätresultat från laserskanning av vägojämnheter, vilka sker i normal trafikrytm med speciella mätbilar. Det effektiva mätarbetet gör periodisk laserskanning till ett billigt sätt att mäta var vägnätet har bristande bärighet. På dessa avsnitt kan sedan detaljerad bärighetsmätning med fallviktsapparat utföras, för att tillsammans med andra datakällor ge värdefullt underlag till dimensionering av vägförstärkning.

## Trafikfarlig bärförmågebrist nära vägkanten
Många metoder för beräkning av bärförmåga använder en modell som liknar vägkonstruktionen vid en "oändlig halvrymd". Detta antagande är rimligt nära vägens mitt. Däremot kan det vara ett orimligt antagande vid vägkanten, om inte denna får sidostöd från en uppemot 3 m bred vägren eller mycket flack innerslänt.
Eftersom de flesta Nordiska vägar saknar bred vägren, leder traditionell bärförmågeberäkning till underdimensionering av vägen. Detta har medfört att vägojämnheter är oproportionerligt vanliga vid vägkanterna. Som trafikanter märker vi detta genom att vägbanan är oftare lappad i vägkanten än på resten av vägytan. Många typer av fläckvis lappning innebär risk för farlig Split friction. Därför är låg bärförmåga ett allvarligt trafiksäkerhetsproblem.
Problemet med att analysera vägkantens sidostöd är hanterat i de danska Vejreglerna. Med utgångspunkt i dessa, har Nordiskt Vägforum låtit ta fram en nordisk metod. Den nya metoden följer Eurocode 7.